# Krešimir Ivanković
Krešimir Ivanković (* 12. April 1980 in Zagreb, Jugoslawien) ist ein ehemaliger kroatischer Handballspieler. Seine Körperlänge betrug im Jahr 2013 1,87 m.
Krešimir Ivanković, der zuletzt für den HC Empor Rostock in der 2. Handball-Bundesliga spielte und für die kroatische Nationalmannschaft auflief, wurde meist auf Rückraummitte eingesetzt.

## Karriere
Krešimir Ivanković spielte seit seiner Jugend beim RK Zagreb und bestritt dort auch seine ersten Ligaspiele. Mit Zagreb gewann er 1999, 2000 sowie 2001 die nationale Meisterschaft und  1999 sowie 2000 den kroatischen Pokal. Allerdings bekam er nur wenig Einsatzzeiten, sodass er 2001 zum Rivalen RK Agram Medveščak Zagreb wechselte. Dort gewann er keine weiteren Titel; deshalb wechselte er 2005 für eine Saison zum RK Celje nach Slowenien. Mit den Männern aus der slowenischen Steiermark gewann er 2006 Meisterschaft und Pokal; danach kehrte er zurück nach Zagreb. Als sein Verein allerdings in Zahlungsrückstand geriet, entschloss sich Ivanković – nachdem er auch bei den Kadetten Schaffhausen und der HSG Düsseldorf vorgespielt hatte –, zur HSG Wetzlar in die deutsche Handball-Bundesliga zu wechseln. Dort blieb er zwei Jahre, ehe er mit der Verpflichtung von Chen Pomeranz überflüssig wurde und zum rumänischen Meister HCM Constanța weiterzog.
Krešimir Ivanković hat 15 Länderspiele für die kroatische Nationalmannschaft bestritten. Für sein Land nahm er aber nie an einem großen Turnier teil.
Krešimir Ivanković ist ein Schwager von Vedran Zrnić.